# Corethromyces bicolor
Corethromyces bicolor är en svampart som beskrevs av Thaxt. 1918. Corethromyces bicolor ingår i släktet Corethromyces och familjen Laboulbeniaceae.   Inga underarter finns listade i Catalogue of Life.